# Jin Ling (athlétisme)
Pour les articles homonymes, voir Jin Ling.
Jin Ling, née le 25 janvier 1967, est une sauteuse en hauteur chinoise.

## Carrière
Elle est éliminée en qualifications du concours de saut en hauteur féminin aux Jeux olympiques d'été de 1988 à Séoul.
Elle remporte la médaille de bronze à l'Universiade d'été de 1989 à Duisbourg, la médaille d'or aux Championnats d'Asie d'athlétisme 1989 à New Delhi, la médaille de bronze aux Championnats d'Asie d'athlétisme 1998 à Fukuoka, la médaille d'or aux Jeux de l'Asie de l'Est de 1997 à Busan et la médaille d'argent aux Jeux asiatiques de 1998 à Bangkok.